# Sant'Angelo di Brolo
Sant'Angelo di Brolo es una localidad italiana de la provincia de Mesina, región de Sicilia, con 3.451 habitantes.

Ubicación de la ciudad de Sant'Angelo di Brolo dentro de la provincia de Mesina.

## Evolución demográfica
| Gráfica de evolución demográfica de Sant'Angelo di Brolo entre 1861 y 2001 |
|                                                                            |
| Fuente ISTAT - Elaboración gráfica por parte de Wikipedia                  |